# Setono
Setono is een bestuurslaag in het regentschap Ponorogo van de provincie Oost-Java, Indonesië. Setono telt 2706 inwoners (volkstelling 2010).